# Achille Compagnoni
Achille Compagnoni (26. září 1914 Santa Caterina di Valfurva – 13. května 2009 Aosta) byl italský horolezec. Na přelomu třicátých a čtyřicátých let byl úspěšným lyžařem. Dne 31. července 1954 vystoupil spolu s Linem Lacedellim na vrchol druhé nejvyšší hory světa K2, a to jako vůbec první lidé. Výstup se stal kontroverzním, neboť Walter Bonatti, který se rovněž expedice účastnil, byl z výškového tábora seslán dolů, aby přinesl kyslíkové lahve. Když se však vrátil na místo, kde tábor měl být, horolezci tam nebyli. Bonatti dvojici později nařknul, že jej přesunuli, aby se na vrchol dostali jen oni dva, což oba odmítali. Lacadelli však až v roce 2004 přiznal, že tomu tak skutečně bylo.